# Haley Daniels
Haley Daniels (Calgary, 14 de diciembre de 1990) es una deportista canadiense que compite en piragüismo en la modalidad de eslalon. Ganó una medalla de bronce en el Juegos Panamericanos de 2015 en la prueba de C1 individual.

## Palmarés internacional
| Juegos Panamericanos | Juegos Panamericanos | Juegos Panamericanos | Juegos Panamericanos |
| Año                  | Lugar                | Medalla              | Competición          |
| -------------------- | -------------------- | -------------------- | -------------------- |
| 2015                 | Toronto (Canadá)     | Medalla de bronce    | C1 individual        |